# 엘리트 모델 매니지먼트

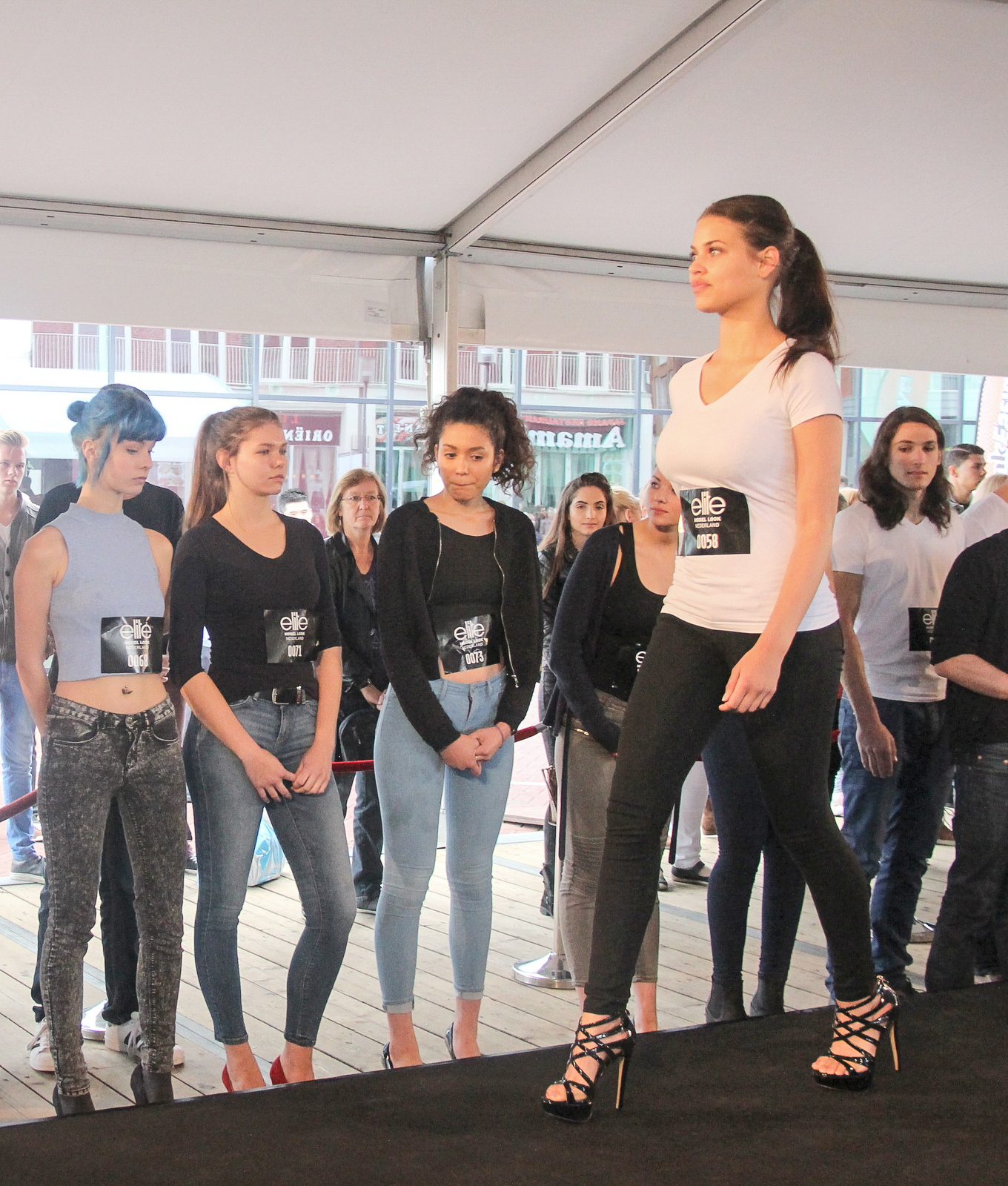

엘리트 모델 매니지먼트(Elite Model Management)는 1972년 프랑스에서 시작된 모델 에이전시 체인으로, 모회사는 룩셈부르크에 본사를 둔 엘리트 월드 SA이다. 대한민국에서는 최영철이 최초로 런칭하였다.